# Elvis González
Elvis Javier González Herrera (San Andrés de Sotavento, Córdoba, 20 de febrero de 1982) es un exfutbolista colombiano. Jugaba de defensa y su último equipo fue Atlético Huila de Colombia.

## Clubes
| Club                | País     | Año         | PJ (G)  |
| ------------------- | -------- | ----------- | ------- |
| Santa Fe            | Colombia | 2004 - 2005 | 4 (0)   |
| Cúcuta Deportivo    | Colombia | 2006 - 2011 | 136 (3) |
| Deportivo Pereira   | Colombia | 2011        | 15 (0)  |
| La Equidad          | Colombia | 2012 - 2014 | 94 (2)  |
| Atlético Huila      | Colombia | 2015        | 34 (0)  |
| Águilas Doradas     | Colombia | 2016        | 7 (0)   |
| Real Cartagena      | Colombia | 2016        | 24 (10) |
| Jaguares de Córdoba | Colombia | 2017 - 2018 | 64 (0)  |
| Real Cartagena      | Colombia | 2019        | 33 (1)  |
| Atlético Huila      | Colombia | 2020 - 2021 | 54 (3)  |

## Palmarés
| Título              | Club             | País     | Año  |
| ------------------- | ---------------- | -------- | ---- |
| Torneo Finalización | Cúcuta Deportivo | Colombia | 2006 |
| Primera B           | Atlético Huila   | Colombia | 2020 |